# Campeonato Sudamericano Femenino Sub-17 de 2025
El Campeonato Sudamericano Femenino Sub-17 de 2025 fue la 9.ª edición de este torneo que se celebra desde 2008. Esta edición se llevó a cabo en las ciudades de Cali, Manizales y Palmira, en Colombia, siendo la primera vez que este país fue sede del torneo. Hasta 2024 el torneo se realizaba cada dos años, sin embargo, debido a la decisión de la FIFA de organizar anualmente la Copa Mundial Femenina de Fútbol Sub-17, desde 2025 hasta 2029, la realización del campeonato sudamericano se realiza durante estos años.
En el campeonato participaron las selecciones nacionales femeninas sub-17 de todos los países cuyas federaciones están afiliadas a la Conmebol. El torneo otorgó cuatro plazas a la Copa Mundial Femenina de Fútbol Sub-17 de 2025 a disputarse en Marruecos, siendo esta edición la que más cupos otorgó a la cita orbital, esto luego del aumento de participantes por parte de la FIFA, pasando de 16 a 24 selecciones.

## Formato de competición
La primera ronda consiste de una fase de grupos, en la que las diez selecciones participantes se dividen en dos grupos de cinco equipos cada uno. Luego de una liguilla simple (a una sola rueda de partidos), pasan a la segunda ronda los equipos que ocupen las tres primeras posiciones de cada grupo.
En caso de empate en puntos en cualquiera de las posiciones, la clasificación se determinará siguiendo en orden los siguientes criterios:
- El resultado del partido jugado entre los equipos implicados:
  - Mayor cantidad de puntos obtenida en los partidos entre los equipos implicados.
  - Mejor diferencia de gol obtenida en los partidos entre los equipos implicados.
  - Mayor cantidad de goles marcados en los partidos entre los equipos implicados.
- Diferencia de goles.
- Cantidad de goles marcados.
- Menor cantidad de tarjetas rojas.
- Menor cantidad de tarjetas amarillas.
- Por sorteo.

En la fase final, las seis selecciones clasificadas disputarán una liguilla simple (a una sola rueda de partidos), y serán clasificadas en la tabla de posiciones de acuerdo a los puntos obtenidos en cada partido. El equipo que ocupe la primera posición se consagrará campeón, y clasificará a la Copa Mundial Femenina de Fútbol Sub-17 de 2025 junto a las tres selecciones siguientes ubicadas en la tabla de posiciones.
En caso de empate en puntos en cualquiera de las posiciones, la clasificación se determinará siguiendo en orden los mismos criterios utilizados en la primera fase, siendo utilizados únicamente para los partidos de la fase final, salvo el número de tarjetas rojas y amarillas que se cuentan de la totalidad de los partidos de la competición.

## Equipos participantes
Participan las diez selecciones nacionales de fútbol afiliadas a la Conmebol.
| Equipos participantes | Equipos participantes | Equipos participantes | Equipos participantes | Equipos participantes |
| --------------------- | --------------------- | --------------------- | --------------------- | --------------------- |
| Argentina             | Bolivia               | Brasil                | Chile                 | Colombia              |
| Ecuador               | Paraguay              | Perú                  | Uruguay               | Venezuela             |

### Sorteo
El sorteo para la fase de grupos se llevó a cabo en la sede de la Conmebol ubicada en la ciudad de Luque, Paraguay, el 19 de diciembre de 2024 a las 14:45 (UTC-3).
Entre paréntesis se indica la posición de las selecciones en el Campeonato Sudamericano Femenino Sub-17 de 2024.
| Cabezas de serie        | Bombo 1                  | Bombo 2               | Bombo 3                | Bombo 4                    |
| ----------------------- | ------------------------ | --------------------- | ---------------------- | -------------------------- |
| Colombia (2) Brasil (1) | Ecuador (3) Paraguay (4) | Chile (5) Uruguay (6) | Argentina (7) Perú (8) | Venezuela (9) Bolivia (10) |

## Sedes
| Palmira                          | Palmira Cali Manizales | Manizales          | Cali                              |
| -------------------------------- | ---------------------- | ------------------ | --------------------------------- |
| Estadio Francisco Rivera Escobar | Palmira Cali Manizales | Estadio Palogrande | Estadio Olímpico Pascual Guerrero |
| Capacidad: 15 300                | Palmira Cali Manizales | Capacidad: 31 611  | Capacidad: 37 899                 |
|                                  | Palmira Cali Manizales |                    |                                   |

## Árbitras
La Comisión de Árbitros de la CONMEBOL dio a conocer la convocatoria de árbitras para la CONMEBOL Sub17 Femenina 2025, que se disputa del 30 de abril al 24 de mayo en Colombia.

## Primera fase
- Los horarios corresponden a la hora de Colombia (UTC-5).[9]

     – Clasifican a la fase final.

### Grupo A
| Equipo    | Pts. | PJ | PG | PE | PP | GF | GC | Dif. |
| --------- | ---- | -- | -- | -- | -- | -- | -- | ---- |
| Colombia  | 5    | 4  | 1  | 2  | 1  | 6  | 4  | +2   |
| Paraguay  | 5    | 4  | 1  | 2  | 1  | 6  | 5  | +1   |
| Chile     | 5    | 4  | 1  | 2  | 1  | 6  | 6  | 0    |
| Argentina | 5    | 4  | 1  | 2  | 1  | 4  | 5  | –1   |
| Venezuela | 5    | 4  | 1  | 2  | 1  | 4  | 6  | –2   |

| 30 de abril de 2025 | Venezuela                           | 2:2 (0:1) | Chile                    | Estadio Palogrande, Manizales |                              |
| 16:30 (GMT-5)       | Gutiérrez 62' · Chirinos 77' (pen.) | Reporte   | Carter 31' · Poblete 85' | Árbitro(s): Priscila Vásquez  | Árbitro(s): Priscila Vásquez |

| 30 de abril de 2025 | Colombia                            | 2:2 (0:1) | Argentina               | Estadio Palogrande, Manizales |                              |
| 19:00 (GMT-5)       | Martínez 86' (pen.) · Baldovino 90' | Reporte   | Paz 18' · Cardozo 90+2' | Árbitro(s): Andreza Siqueira  | Árbitro(s): Andreza Siqueira |

- Equipo libre:  Paraguay.

| 2 de mayo de 2025 | Argentina | 0:2 (0:1) | Paraguay                           | Estadio Palogrande, Manizales  |                                |
| 16:30 (GMT-5)     |           | Reporte   | Maldonado 7' (a.g.) · Martínez 76' | Árbitro(s): Nohelia Giacomazzi | Árbitro(s): Nohelia Giacomazzi |

| 2 de mayo de 2025 | Venezuela | 0:3 (0:2) | Colombia                | Estadio Palogrande, Manizales  |                                |
| 19:00 (GMT-5)     |           | Reporte   | Baldovino 20', 30', 73' | Árbitro(s): María Belén Lupera | Árbitro(s): María Belén Lupera |

- Equipo libre:  Chile.

| 4 de mayo de 2025 | Paraguay                             | 2:2 (0:1) | Chile                  | Estadio Palogrande, Manizales |                              |
| 16:30 (GMT-5)     | Martínez 87' · González 90+4' (a.g.) | Reporte   | Muñoz 41' · Farías 89' | Árbitro(s): Andreza Siqueira  | Árbitro(s): Andreza Siqueira |

| 4 de mayo de 2025 | Argentina | 0:0     | Venezuela | Estadio Palogrande, Manizales |                              |
| 19:00 (GMT-5)     |           | Reporte |           | Árbitro(s): Wilma Balderrama  | Árbitro(s): Wilma Balderrama |

- Equipo libre:  Colombia.

| 6 de mayo de 2025 | Paraguay    | 1:2 (1:0) | Venezuela                   | Estadio Palogrande, Manizales |                              |
| 16:30 (GMT-5)     | Martínez 3' | Reporte   | Mejía 72' · Del Valle 90+3' | Árbitro(s): Priscila Vásquez  | Árbitro(s): Priscila Vásquez |

| 6 de mayo de 2025 | Chile   | 1:0 (1:0) | Colombia | Estadio Palogrande, Manizales  |                                |
| 19:00 (GMT-5)     | Crot 9' | Reporte   |          | Árbitro(s): Nohelia Giacomazzi | Árbitro(s): Nohelia Giacomazzi |

- Equipo libre:  Argentina.

| 9 de mayo de 2025 | Colombia | 1:1 (0:1) | Paraguay    | Estadio Francisco Rivera Escobar, Palmira |                              |
| 19:00 (GMT-5)     | Ruiz 76' | Reporte   | Bareiro 23' | Árbitro(s): Andreza Siquiera              | Árbitro(s): Andreza Siquiera |

| 9 de mayo de 2025 | Chile      | 1:2 (0:1) | Argentina                      | Estadio Palogrande, Manizales  |                                |
| 19:00 (GMT-5)     | Flores 86' | Reporte   | Gómez 23' (pen.) · Álvarez 70' | Árbitro(s): María Belén Lupera | Árbitro(s): María Belén Lupera |

- Equipo libre:  Venezuela.

### Grupo B
| Equipo  | Pts. | PJ | PG | PE | PP | GF | GC | Dif. |
| ------- | ---- | -- | -- | -- | -- | -- | -- | ---- |
| Brasil  | 12   | 4  | 4  | 0  | 0  | 13 | 1  | +12  |
| Ecuador | 9    | 4  | 3  | 0  | 1  | 14 | 6  | +8   |
| Perú    | 6    | 4  | 2  | 0  | 2  | 6  | 7  | –1   |
| Uruguay | 3    | 4  | 1  | 0  | 3  | 3  | 5  | –2   |
| Bolivia | 0    | 4  | 0  | 0  | 4  | 1  | 18 | –17  |

| 1 de mayo de 2025 | Bolivia | 0:2 (0:1) | Uruguay               | Estadio Francisco Rivera Escobar, Palmira |                             |
| 16:30 (GMT-5)     |         | Reporte   | Rijo 2' · Márcora 73' | Árbitro(s): Adriana Álvarez               | Árbitro(s): Adriana Álvarez |

| 1 de mayo de 2025 | Brasil                               | 2:0 (1:0) | Perú | Estadio Francisco Rivera Escobar, Palmira |                             |
| 19:00 (GMT-5)     | Gabi Pusch 26' · Huaylupo 71' (a.g.) | Reporte   |      | Árbitro(s): Danna Victorino               | Árbitro(s): Danna Victorino |

- Equipo libre:  Ecuador.

| 3 de mayo de 2025 | Perú               | 1:3 (0:2) | Ecuador                                | Estadio Francisco Rivera Escobar, Palmira |                           |
| 16:30 (GMT-5)     | Briones 74' (a.g.) | Reporte   | Delgado 1' · Valverde 45' · Guerra 90' | Árbitro(s): Gabriela Arce                 | Árbitro(s): Gabriela Arce |

| 3 de mayo de 2025 | Bolivia | 0:5 (0:1) | Brasil                                             | Estadio Francisco Rivera Escobar, Palmira |                              |
| 19:00 (GMT-5)     |         | Reporte   | Evelin 2', 58', 66' · Maria Eduarda 56' · Dany 80' | Árbitro(s): Brenda Cisternas              | Árbitro(s): Brenda Cisternas |

- Equipo libre:  Uruguay.

| 5 de mayo de 2025 | Perú                   | 3:1 (2:0) | Bolivia  | Estadio Francisco Rivera Escobar, Palmira |                           |
| 16:30 (GMT-5)     | Rodríguez 1', 19', 47' | Reporte   | Nina 82' | Árbitro(s): Ana Rodríguez                 | Árbitro(s): Ana Rodríguez |

| 5 de mayo de 2025 | Ecuador                    | 2:0 (0:0) | Uruguay | Estadio Francisco Rivera Escobar, Palmira |                             |
| 19:00 (GMT-5)     | Briones 49' · Valverde 58' | Reporte   |         | Árbitro(s): Danna Victorino               | Árbitro(s): Danna Victorino |

- Equipo libre:  Brasil.

| 7 de mayo de 2025 | Ecuador | 8:0 (5:0) | Bolivia | Estadio Francisco Rivera Escobar, Palmira |                              |
| 16:30 (GMT-5)     | Zambrano 6' · Bajaña 16' · Delgado 29' · Valverde 35' · Guerra 45+1' · Fierro 59' · López 64' · Alcívar 68' | Reporte   |         | Árbitro(s): Brenda Cisternas              | Árbitro(s): Brenda Cisternas |

| 7 de mayo de 2025 | Uruguay | 0:1 (0:0) | Brasil     | Estadio Francisco Rivera Escobar, Palmira |                           |
| 19:00 (GMT-5)     |         | Reporte   | Allyne 76' | Árbitro(s): Gabriela Arce                 | Árbitro(s): Gabriela Arce |

- Equipo libre:  Perú.

| 9 de mayo de 2025 | Uruguay     | 1:2 (1:0) | Perú                              | Estadio Palogrande, Manizales |                             |
| 16:30 (GMT-5)     | Márcora 25' | Reporte   | Cordero 74' (a.g.) · García 90+1' | Árbitro(s): Adriana Álvarez   | Árbitro(s): Adriana Álvarez |

| 9 de mayo de 2025 | Brasil                                                                      | 5:1 (3:1) | Ecuador    | Estadio Francisco Rivera Escobar, Palmira |                        |
| 16:30 (GMT-5)     | Maria Eduarda 7' · Ravenna 15' · Julia 24' · Pietra 75' · Evelin 80' (pen.) | Reporte   | Guerra 24' | Árbitro(s): Ana Méndez                    | Árbitro(s): Ana Méndez |

- Equipo libre:  Bolivia.

## Fase final
| Equipo   | Pts | PJ | PG | PE | PP | GF | GC | Dif |
| -------- | --- | -- | -- | -- | -- | -- | -- | --- |
| Paraguay | 11  | 5  | 3  | 2  | 0  | 11 | 3  | +8  |
| Brasil   | 9   | 5  | 2  | 3  | 0  | 8  | 3  | +5  |
| Ecuador  | 8   | 5  | 2  | 2  | 1  | 6  | 2  | +4  |
| Colombia | 7   | 5  | 2  | 1  | 2  | 4  | 2  | +2  |
| Chile    | 5   | 5  | 1  | 2  | 2  | 6  | 6  | 0   |
| Perú     | 0   | 5  | 0  | 0  | 5  | 2  | 21 | –19 |

|  | Clasificado para la Copa Mundial Femenina de Fútbol Sub-17 de 2025. |

| 12 de mayo    | Chile | 0:2 (0:1) | Ecuador                    | Estadio Francisco Rivera Escobar, Palmira |                              |
| 15:00 (GMT-5) |       | Reporte   | Vargas 25' · Briones 90+5' | Árbitro(s): Priscila Vásquez              | Árbitro(s): Priscila Vásquez |

| 12 de mayo    | Brasil     | 1:1 (1:1) | Paraguay            | Estadio Olímpico Pascual Guerrero, Cali |                             |
| 17:00 (GMT-5) | Evelin 16' | Reporte   | Morganti 38' (a.g.) | Árbitro(s): Adriana Álvarez             | Árbitro(s): Adriana Álvarez |

| 12 de mayo    | Colombia                | 3:0 (1:0) | Perú | Estadio Olímpico Pascual Guerrero, Cali |                                |
| 19:30 (GMT-5) | Baldovino 20', 46', 85' | Reporte   |      | Árbitro(s): Nohelia Giacomazzi          | Árbitro(s): Nohelia Giacomazzi |

| 15 de mayo    | Paraguay     | 1:1 (0:1) | Chile      | Estadio Francisco Rivera Escobar, Palmira |                              |
| 15:00 (GMT-5) | Martínez 83' | Reporte   | Carter 37' | Árbitro(s): Andreza Siqueira              | Árbitro(s): Andreza Siqueira |

| 15 de mayo    | Colombia | 0:0     | Ecuador | Estadio Francisco Rivera Escobar, Palmira |                              |
| 17:30 (GMT-5) |          | Reporte |         | Árbitro(s): Wilma Balderrama              | Árbitro(s): Wilma Balderrama |

| 15 de mayo    | Brasil                                                                 | 4:0 (3:0) | Perú | Estadio Olímpico Pascual Guerrero, Cali |                             |
| 19:30 (GMT-5) | Gabi Pusch 5' · Gabi Rolnik 9' · Martha Rajo 45+3' · Maria Eduarda 88' | Reporte   |      | Árbitro(s): Danna Victorino             | Árbitro(s): Danna Victorino |

| 18 de mayo    | Paraguay                                                         | 7:1 (4:1) | Perú          | Estadio Francisco Rivera Escobar, Palmira |                              |
| 15:00 (GMT-5) | Aquino 10' · Casco 17' · Martínez 22', 35', 65', 67' · Mussi 51' | Reporte   | Rodríguez 34' | Árbitro(s): Brenda Cisternas              | Árbitro(s): Brenda Cisternas |

| 18 de mayo    | Chile | 0:1 (0:1) | Colombia  | Estadio Olímpico Pascual Guerrero, Cali |                                |
| 17:00 (GMT-5) |       | Reporte   | Henao 12' | Árbitro(s): María Belén Lupera          | Árbitro(s): María Belén Lupera |

| 18 de mayo    | Ecuador | 0:0     | Brasil | Estadio Olímpico Pascual Guerrero, Cali |                           |
| 19:30 (GMT-5) |         | Reporte |        | Árbitro(s): Gabriela Arce               | Árbitro(s): Gabriela Arce |

| 21 de mayo    | Perú        | 1:4 (1:1) | Ecuador                                                  | Estadio Francisco Rivera Escobar, Palmira |                              |
| 15:00 (GMT-5) | Salazar 24' | Reporte   | Villacís 45+1' · Valverde 48' · Guerra 53' · López 90+4' | Árbitro(s): Andreza Siqueira              | Árbitro(s): Andreza Siqueira |

| 21 de mayo    | Brasil                       | 2:2 (1:2) | Chile                 | Estadio Francisco Rivera Escobar, Palmira |                        |
| 17:30 (GMT-5) | Gabi Pusch 36' · Ravenna 50' | Reporte   | Muñoz 7' · Correa 26' | Árbitro(s): Ana Méndez                    | Árbitro(s): Ana Méndez |

| 21 de mayo    | Paraguay     | 1:0 (0:0) | Colombia | Estadio Olímpico Pascual Guerrero, Cali |                                |
| 19:30 (GMT-5) | Martínez 69' | Reporte   |          | Árbitro(s): Nohelia Giacomazzi          | Árbitro(s): Nohelia Giacomazzi |

| 24 de mayo    | Perú | 0:3 (0:1) | Chile                               | Estadio Francisco Rivera Escobar, Palmira |                             |
| 15:30 (GMT-5) |      | Reporte   | Carter 36' · Casas-Cordero 58', 66' | Árbitro(s): Danna Victorino               | Árbitro(s): Danna Victorino |

| 24 de mayo    | Colombia | 0:1 (0:0) | Brasil     | Estadio Olímpico Pascual Guerrero, Cali |                              |
| 15:30 (GMT-5) |          | Reporte   | Evelin 68' | Árbitro(s): Brenda Cisternas            | Árbitro(s): Brenda Cisternas |

| 24 de mayo    | Ecuador | 0:1 (0:0) | Paraguay       | Estadio Olímpico Pascual Guerrero, Cali |                             |
| 18:00 (GMT-5) |         | Reporte   | Martínez 90+4' | Árbitro(s): Adriana Álvarez             | Árbitro(s): Adriana Álvarez |

|                              |
| Bandera de Paraguay          |
| Campeón Paraguay 1.er título |

## Clasificadas aMarruecos 2025
| Bandera de Brasil | Bandera de Colombia | Bandera de Ecuador | Bandera de Paraguay |
| Brasil            | Colombia            | Ecuador            | Paraguay            |
| ----------------- | ------------------- | ------------------ | ------------------- |

## Estadísticas

### Tabla general
| Pos. | Equipo    | Pts | PJ | PG | PE | PP | GF | GC | Dif. | Rend. |
| ---- | --------- | --- | -- | -- | -- | -- | -- | -- | ---- | ----- |
| 1    | Paraguay  | 16  | 9  | 4  | 4  | 1  | 17 | 8  | +9   | 59.3% |
| 2    | Brasil    | 21  | 9  | 6  | 3  | 0  | 21 | 4  | +17  | 77.8% |
| 3    | Ecuador   | 17  | 9  | 5  | 2  | 2  | 20 | 8  | +12  | 63%   |
| 4    | Colombia  | 12  | 9  | 3  | 3  | 3  | 10 | 6  | +4   | 44.4% |
| 5    | Chile     | 10  | 9  | 2  | 4  | 3  | 12 | 12 | 0    | 37%   |
| 6    | Perú      | 6   | 9  | 2  | 0  | 7  | 8  | 28 | –20  | 22.2% |
| 7    | Argentina | 5   | 4  | 1  | 2  | 1  | 4  | 5  | –1   | 41.7% |
| 8    | Venezuela | 5   | 4  | 1  | 2  | 1  | 4  | 6  | –2   | 41.7% |
| 9    | Uruguay   | 3   | 4  | 1  | 0  | 3  | 3  | 5  | –2   | 25%   |
| 10   | Bolivia   | 0   | 4  | 0  | 0  | 4  | 1  | 18 | –17  | 0%    |

### Goleadoras
| Jugadora         | Selección | Goles |
| ---------------- | --------- | ----- |
| Claudia Martínez | Paraguay  | 10    |
| María Baldovino  | Colombia  | 7     |
| Evelin           | Brasil    | 6     |
| Mary Guerra      | Ecuador   | 4     |
| Jaslym Valverde  | Ecuador   | 4     |
| Aldana Rodríguez | Perú      | 4     |
| Maria Eduarda    | Brasil    | 3     |
| Gabi Pusch       | Brasil    | 3     |
| Nicole Carter    | Chile     | 3     |

## Derechos de Transmisión
- Argentina: DSports
- Bolivia: Tigo Sports
- Brasil: SporTV
- Chile: DSports, TVN,[10] NTV[11]
- Colombia: DSports, Caracol Televisión,[12] Canal RCN
- Ecuador: DSports
- Paraguay: Tigo Sports
- Perú: DSports
- Uruguay: DSports
- Venezuela: DSports, Televen[13]